# II. György görög király
II. György (görögül: Γεώργιος Β', Βασιλεὺς τῶν Ἑλλήνων; Tatoi, 1890. július 19. – Athén, 1947. április 1.) 1922-től 1924-ig és 1935-től 1947-ig Görögország királya

## Élete

### Származása
Édesapja I. Konstantin görög király (1868–1923) volt, I. György király (1845–1913) és Olga Konsztantyinovna Romanova orosz nagyhercegnő (1851–1926) legidősebb fia, IX. Keresztély dán király unokája. Édesanyja Zsófia porosz királyi és német császári hercegnő (1870–1932) volt, III. Frigyes német császár (1831–1888) és Viktória brit királyi hercegnő (1840–1901) leánya, Viktória brit királynő unokája.
György volt szüleinek legidősebb fia, Sándor herceg bátyja.

### Első trónralépése
1922. szeptember 27-én apját másodszor is lemondatták, így fia ülhetett helyére. 1924. március 25-én meghalt Konstantin király és még ugyanaznap a Nemzetgyűlés Athénban kikiáltotta a köztársaságot, amelyet az április 23-án rendezett népszavazás is megerősített. Május 1-jével Görögország köztársaság lett, II. György pedig romániai száműzetésbe kényszerült.

### Második trónralépése
A világgazdasági válság következményeként 1933-ban a királyi párt megszerezte a parlamenti többséget és 1935. november 9-én György újból, immár másodszor lépett trónra. Vége lett az első görög köztársaságnak. 1936 áprilisában Joánisz Metaxász tábornokot Görögország kormányfőjévé és külügyminiszterévé nevezték ki, aki jól szervezett, monarchista, konzervatív és nacionalista, tekintélyelvű diktatúrát épített ki az uralkodó támogatásával.

### A második világháború alatt
1940-ben Mussolini ultimátumot adott Metaxász tábornoknak az ország kapitulálásához, mire Metaxász a híres „όχι”-val (nem) felelt. Ez a nap (október 28.) ma nemzeti ünnep a görögöknél. A visszautasítás miatt előbb az olasz hadsereg indított csúfos vereséggel végződött offenzívát az olasz megszállás alatt álló Albániából, majd 1941 áprilisában német és bolgár csapatok törtek be az országba. Április 21-én a görög–brit fegyveres erők vagy kapituláltak, vagy II. György és a kormány társaságában Krétára menekültek. Innen májusban a német légideszant-támadás és partraszállás elűzte őket. A görög emigráns kormány ezután az egyiptomi Alexandriában, majd később, a háború végéig Londonban székelt. 

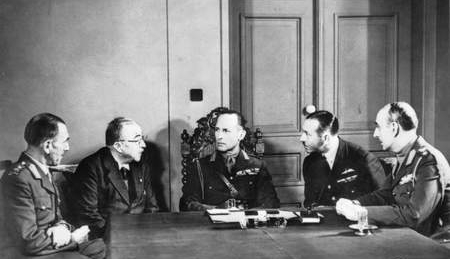
II. György görög király a brit-görög haditanács ülésén 1941 januárjában. Balról jobbra Gambier-Parry brit vezérőrnagy, Metaxász görög miniszterelnök, II. György, D'Albiac brit légi almarsall és Pápágosz tábornagy, vezérkari főnök, későbbi miniszterelnök társaságában.

1944 októberében Nagy-Britannia elfoglalta Görögországot és II. Györgyöt visszaültette trónjára. 1944. december 5-én véget ért a brit intervenció az országban.

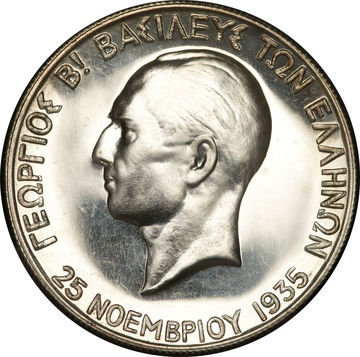
II. György görög király érmeportréja
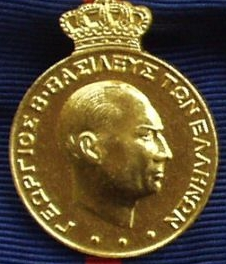
Görög állami kitüntetés II. György görög király portréjával
II. György görög király koronás uralkodói névjele
A II. György király támogatta Metaxász-rendszer monarchista ifjúsági tömegszervezetének királyi koronás jelvénye
A Görög Királyság állami zászlója 1935 és 1973 között

### Utolsó évei
1946. szeptember 28-án népszavazáson Görögország ismét királyság lett. György király 1947. április 1-jén 56 évesen meghalt, és Tatoiban temették el. Öccse, I. Pál követte a trónon.
| Előző uralkodó: I. Konstantin | Görög király 1922 – 1924 | Következő uralkodó: Köztársaság |

| Előző uralkodó: Köztársaság | Görög király 1935 – 1947 | Következő uralkodó: Pál |